# Famiglia Laghi
La famiglia Laghi è una famiglia originaria di Lugano, nel Canton Ticino, di cui un ramo acquisì la nobiltà di Venezia nel 1661.

## Storia
Famiglia che compare come residente a Lugano nel XIII secolo, in seguito anche a Gandria e Caslano. Nei documenti del Medioevo è attestata come de Lacu.
La famiglia figurò tra quelle più in vista nel borgo dalla seconda metà del XV secolo, con diversi esponenti attivi in ambito politico locale e regionale.
Un ramo della famiglia si trasferì alla Repubblica di Venezia, arricchendosi nel commercio di tessili. Il 22 marzo 1661, dietro pagamento di 100.000 ducati, la famiglia fu ammessa al Maggior Consiglio.